# Wilfred Hudson Osgood
Wilfred Hudson Osgood (n. 6 decembrie 1875 – d. 20 iunie 1947) a fost un zoolog american.
Osgood a lucrat la Departamentul de agricultură al Statelor Unite ale Americii între 1897 și 1909. Apoi, și-a continuat activitatea științifică la Muzeul de istorie naturală din Chicago, ca asistent de muzeolog pentru mamiferologie și ornitologie între 1909 și 1921, respectuiv ca muzeograf al secției de zoologie între 1921 și 1940.
Osgood a completat colecțiile de animale colectând exemplare în America de Nord și Chile. În anii 1920 a călătorit în Etiopia cu Louis Agassiz Fuertes. Osgood este autorul lucrării de specialitate Mamiferele din Chile (conform originalului, The Mammals of Chile, 1923) și co-autorul lucrării Artist și naturalist în Etiopia (conform originalului, Artist and Naturalist in Ethiopia, 1936).
1. 1 2  Wilfred Hudson Osgood, SNAC, accesat în 9 octombrie 2017
2. ↑  Find a Grave, accesat în 29 iulie 2023
3. ↑  IdRef, accesat în 11 mai 2020
4. ↑  CONOR.SI[*] Verificați valoarea |titlelink= (ajutor)